# Unhalfbricking
Albums de Fairport Convention
What We Did on Our Holidays
(1968) Liege & Lief
(1969)
Singles
1. Si Tu Dois Partir (en)
Sortie : juillet 1969

Unhalfbricking est le troisième album studio du groupe de folk rock britannique Fairport Convention. Il est sorti en 1969 sur le label Island Records.
Iain Matthews (en) quitte le groupe durant l'enregistrement de l'album pour se lancer dans une carrière solo. C'est également le dernier album où figure le batteur Martin Lamble (en), mort dans un accident de voiture le 11 mai 1969.
Unhalfbricking comprend trois reprises de chansons de Bob Dylan jusqu'alors inédites : Percy's Song (en) (une chute des sessions de The Freewheelin' Bob Dylan), Million Dollar Bash (une chanson des Basement Tapes) et If You Gotta Go, Go Now (une chute des sessions de Bringing It All Back Home), traduite en français sous le titre Si Tu Dois Partir. La composition de Sandy Denny Who Knows Where the Time Goes? a déjà été enregistrée par les Strawbs en 1967, mais leur version n'est publiée qu'en 1973 sur l'album All Our Own Work (en).
L'album est cité dans l'ouvrage de référence de Robert Dimery Les 1001 albums qu'il faut avoir écoutés dans sa vie.

## Fiche technique

### Chansons
| 1. | Genesis Hall           | Richard Thompson                             | 3:41  |
| 2. | Si Tu Dois Partir (en) | Bob Dylan                                    | 2:25  |
| 3. | Autopsy                | Sandy Denny                                  | 4:27  |
| 4. | A Sailor's Life (en)   | traditionnel arrangé par Fairport Convention | 11:20 |

| 5. | Cajun Woman                    | Richard Thompson | 2:45 |
| 6. | Who Knows Where the Time Goes? | Sandy Denny      | 5:13 |
| 7. | Percy's Song (en)              | Bob Dylan        | 6:55 |
| 8. | Million Dollar Bash            | Bob Dylan        | 2:56 |

La réédition remasterisée de Unhalfbricking parue chez Island en 2003 inclut deux titres bonus.
| 9.  | Dear Landlord (en)        | Bob Dylan     | 4:06 |
| 10. | Ballad of Easy Rider (en) | Roger McGuinn | 4:55 |

### Musiciens

#### Fairport Convention
- Sandy Denny : chant, clavecin
- Richard Thompson : guitare électrique, guitare acoustique, dulcimer électrique, accordéon à touches piano, orgue, chœurs
- Ashley Hutchings : basse, chœurs
- Simon Nicol (en) : guitare acoustique, guitare électrique, dulcimer électrique, chœurs
- Martin Lamble (en) : batterie, percussions

#### Musiciens supplémentaires
- Iain Matthews (en) : chœurs sur Percy's Song
- Dave Swarbrick (en) : violon sur Si Tu Dois Partir, A Sailor's Life et Cajun Woman, mandoline sur Million Dollar Bash
- Trevor Lucas : triangle sur Si Tu Dois Partir
- Marc Ellington (en) : chant sur Million Dollar Bash
- Dave Mattacks : batterie sur Ballad of Easy Rider

### Équipe de production
- Joe Boyd : producteur
- John Wood (en) : ingénieur du son
- Diogenic Attempts Ltd. : conception de la pochette

### Classements et certifications
| Pays (classement)             | Meilleure position |
| ----------------------------- | ------------------ |
| Royaume-Uni (UK Albums Chart) | 12                 |

| Pays              | Certification | Date         | Ventes certifiées |
| ----------------- | ------------- | ------------ | ----------------- |
| Royaume-Uni (BPI) | Argent        | 10 juin 2016 | 60 000            |